# Sultán Ibraguímov
Sultán Ajmed Magomedsalíjovich Ibraguímov (ruso: Султан Ахмед Ибрагимов; nació el 8 de marzo de 1975, en Tliarata, en la República Socialista Federativa Soviética de Rusia) es un boxeador profesional y excampeón del mundo de los pesos pesados según la Organización Mundial de Boxeo. Peleó para unificar el título con el ucraniano Wladimir Klitschko en febrero de 2008 pero fue derrotado.

## Biografía

### Aficionado
2000 Medalla de plata en los Juegos Olímpicos de Sídney 2000.
- Resultados:
  - Vence a Pauga Laulau (Samoa) RSCO-4
  - Vence a Jackson Chanet (Francia) PTS (18-13)
  - Vence a Vladimer Tchanturia (Georgia) PTS (19-14)
  - Pierde ante Félix Savón (Cuba) PTS (13-21)

2000 Medalla de plata en el Campeonato Europeo de Boxeo Aficionado de 2000 en Tampere, Finlandia.
- Resultados:
  - Vence a Primislav Dimovski (Macedonia) PTS
  - Vence a Alexander Yatsenko (Ucrania) AB-3
  - Vence a Andreas Gustavsson (Suecia)
  - Pierde ante Jackson Chanet (Francia) DSQ

2001 Medalla de bronce en el Campeonato Mundial de Boxeo Aficionado de 2001 en Belfast, Irlanda del Norte.
- Resultados:
  - Vence a Stephen Reynolds (Irlanda) RSC-2
  - Vence a Kubrat Pulev (Bulgaria) PTS
  - Pierde ante Odlanier Solís (Cuba) PTS (13-23)

## Récord profesional
| Res.     | Récord | Rival              | Tipo | Ronda, tiempo | Fecha      | Localidad                                                              | Notas |
| -------- | ------ | ------------------ | ---- | ------------- | ---------- | ---------------------------------------------------------------------- | --- |
| Derrota  | 22–1–1 | Wladimir Klitschko | UD   | 12            | 2008-02-23 | Madison Square Garden, New York City, New York, EE. UU.                | Pierde el título WBO del peso pesado; Por los títulos IBF y IBO del peso pesado.                                                           |
| Victoria | 22–0–1 | Evander Holyfield  | UD   | 12            | 2007-10-13 | Megasport Arena, Moscú, Rusia                                          | Retiene el título WBO del peso pesado |
| Victoria | 21–0–1 | Shannon Briggs     | UD   | 12            | 2007-06-02 | Boardwalk Hall, Atlantic City, New Jersey, EE. UU.                     | Gana el título WBO del peso pesado |
| Victoria | 20–0–1 | Javier Mora        | TKO  | 1 (10), 0:46  | 2007-03-10 | Madison Square Garden, New York City, New York, EE. UU.                | |
| Empate   | 19–0–1 | Ray Austin         | SD   | 12            | 2006-07-28 | Seminole Hard Rock Hotel and Casino, Hollywood, Florida, EE. UU.       | |
| Victoria | 19–0   | Lance Whitaker     | TKO  | 7 (12), 2:01  | 2005-12-15 | Seminole Hard Rock Hotel and Casino, Hollywood, Florida, EE. UU.       | Retiene el título WBO Asia Pacific del peso pesado                                                                                         |
| Victoria | 18–0   | Friday Ahunanya    | TD   | 9 (12)        | 2005-09-16 | The Arena at Gwinnett Center, Duluth, Georgia, EE. UU.                 | Retiene el título WBO Asia Pacific del peso pesado; TD unánime después de que Ahunanya sufriera un corte en un choque de cabeza accidental |
| Victoria | 17–0   | Andy Sample        | TKO  | 1 (12), 2:47  | 2005-06-24 | The Orleans, Paradise, Nevada, EE. UU.                                 | Retiene el título WBO Asia Pacific del peso pesado                                                                                         |
| Victoria | 16–0   | Zuri Lawrence      | TKO  | 11 (12), 0:32 | 2005-04-22 | Tropicana Casino & Resort, Atlantic City, New Jersey, EE. UU.          | Retiene el título WBO Asia Pacific del peso pesado                                                                                         |
| Victoria | 15–0   | Al Cole            | TKO  | 3 (12), 1:46  | 2005-03-03 | The Theater at Madison Square Garden, New York City, New York, EE. UU. | Retiene el título WBO Asia Pacific del peso pesado                                                                                         |
| Victoria | 14–0   | James Walton       | TKO  | 6 (12), 3:00  | 2004-12-11 | Atlantic Oceana Hall, New York City, New York, EE. UU.                 | Retiene el título WBO Asia Pacific del peso pesado                                                                                         |
| Victoria | 13–0   | Najee Shaheed      | KO   | 3 (12), 2:45  | 2004-10-16 | Ovation Club, Boynton Beach, Florida, EE. UU.                          | Gana el vacante título WBO Asia Pacific del peso pesado                                                                                    |
| Victoria | 12–0   | Onebo Maxime       | TKO  | 5 (8), 2:13   | 2004-08-28 | Ovation Club, Boynton Beach, Florida, EE. UU.                          | |
| Victoria | 11–0   | Alexey Osokin      | UD   | 8             | 2004-03-10 | Crystal Casino, Moscú, Rusia                                           | |
| Victoria | 10–0   | Piotr Sapun        | KO   | 1 (8)         | 2004-01-29 | Centr na Tulskoy, Moscú, Rusia                                         | |
| Victoria | 9–0    | Sedrak Agagulyan   | TKO  | 1 (8)         | 2003-09-12 | Sports Palace Yunost, Donetsk, Ucrania                                 | |
| Victoria | 8–0    | Marcus McGee       | TKO  | 8 (8)         | 2003-06-06 | KSK "Express", Rostov-on-Don, Rusia                                    | |
| Victoria | 7–0    | Carlos Barcelete   | KO   | 3 (6)         | 2003-04-22 | Casino Kamilla, Moscú, Rusia                                           | |
| Victoria | 6–0    | Chad Butler        | UD   | 6             | 2003-03-26 | Convention Center, Coconut Grove, Florida, EE. UU.                     | |
| Victoria | 5–0    | Lincoln Luke       | RTD  | 2 (4), 3:00   | 2002-12-20 | American Airlines Arena, Miami, Florida, EE. UU.                       | |
| Victoria | 4–0    | Clarence Goins     | TKO  | 1 (4), 1:36   | 2002-12-06 | Palladium Athletic Village, Davie, Florida, EE. UU.                    | |
| Victoria | 3–0    | Leroy Hollis       | TKO  | 1 (4), 2:30   | 2002-10-18 | Hard Rock Cafe, Orlando, Florida, EE. UU.                              | |
| Victoria | 2–0    | John Phillips      | TKO  | 1 (4), 1:26   | 2002-06-07 | DeSoto Civic Center, Southaven, Mississippi, EE. UU.                   | |
| Victoria | 1–0    | Tracy Williams     | KO   | 1 (4), 1:19   | 2002-05-25 | Tennis Center, Delray Beach, Florida, EE. UU.                          | Debut profesional de Ibragimov. |